# Lac Mirror (Oregon)
Pour les articles homonymes, voir Lac Mirror.
Le lac Mirror, en anglais Mirror Lake, est un lac de l'Oregon, aux États-Unis. Il se trouve au sud-ouest du mont Hood.

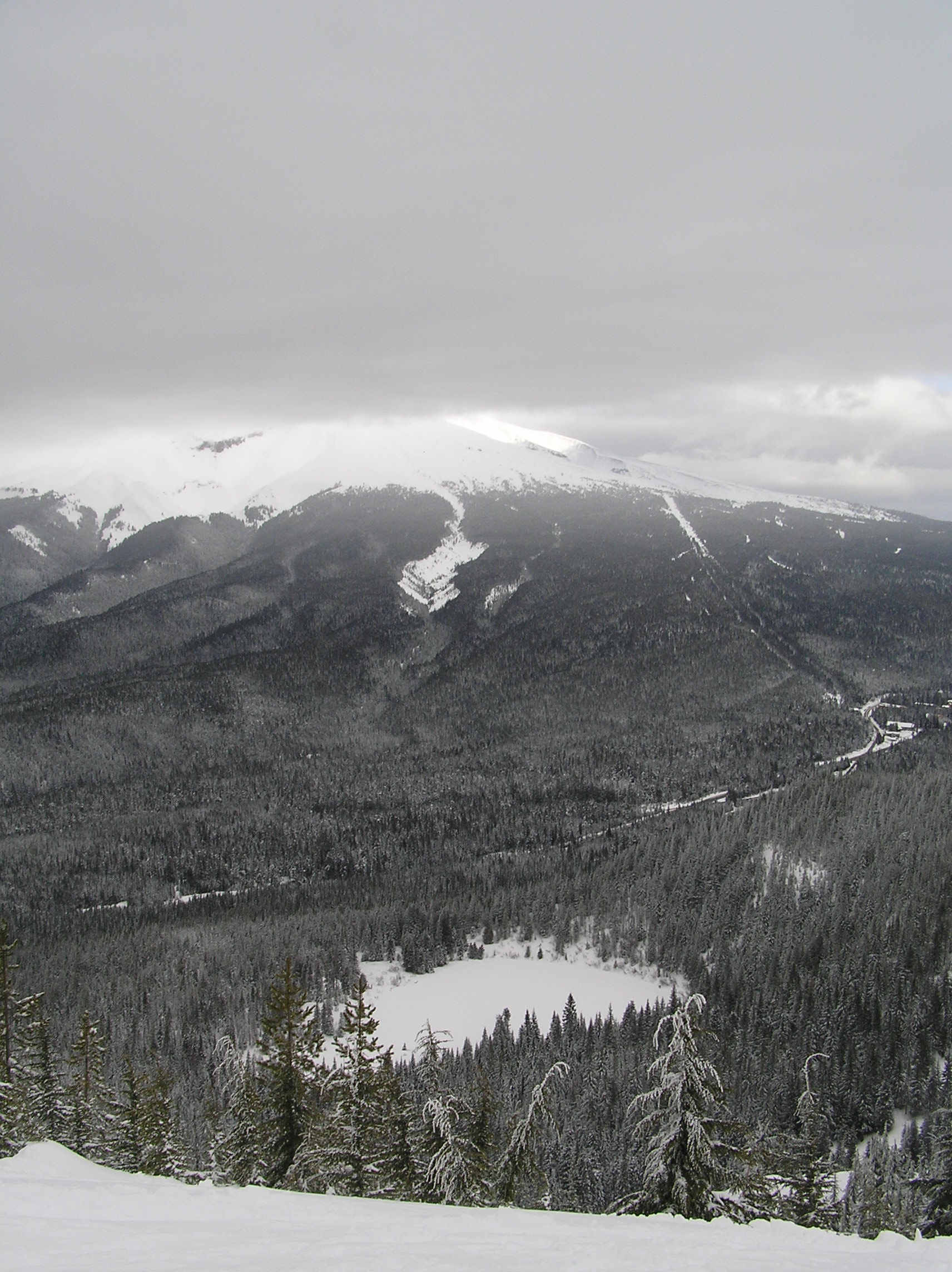
Vue du lac Mirror depuis les hauteurs environnantes au sud-ouest avec le mont Hood dans les nuages au dernier plan.